# Vitor Leque
Vitor Benedito Leque da Silva, noto semplicemente come Vitor Leque o Vitor (Cuiabá, 19 gennaio 2001), è un calciatore brasiliano, attaccante del Rio Branco-ES.

## Caratteristiche tecniche
È un'ala destra.

## Carriera
Cresciuto nel settore giovanile dell'Atl. Goianiense, debutta in prima squadra l'8 marzo 2020 giocando l'incontro del Campionato Goiano vinto 1-0 contro il Goiânia. Il 20 agosto seguente debutta in Série A nel corso del match perso 3-0 contro l'Internacional; realizza la sua prima rete il 20 gennaio seguente fissando il punteggio sul definitivo 3-1 contro il Botafogo.

## Statistiche
Statistiche aggiornate al 27 gennaio 2021.

### Presenze e reti nei club
| Stagione        | Squadra         | Campionato      | Campionato | Campionato | Coppe nazionali | Coppe nazionali | Coppe nazionali | Coppe continentali | Coppe continentali | Coppe continentali | Altre coppe | Altre coppe | Altre coppe | Totale | Totale | Totale |
| Stagione        | Squadra         | Comp            | Pres       | Reti       | Comp            | Pres            | Reti            | Comp               | Pres               | Reti               | Comp        | Pres        | Reti        | Pres   | Reti   |        |
| --------------- | --------------- | --------------- | ---------- | ---------- | --------------- | --------------- | --------------- | ------------------ | ------------------ | ------------------ | ----------- | ----------- | ----------- | ------ | ------ | ------ |
| 2020            | Atl. Goianiense | PD/GO+A         | 4+5        | 0+2        | CB              | 0               | 0               |                    | -                  | -                  | CV          | 1           | 0           | 10     | 2      |        |
| Totale carriera | Totale carriera | Totale carriera | 9          | 2          |                 | 0               | 0               |                    | -                  | -                  |             | 1           | 0           | 10     | 2      |        |